# Botruanthus benedeni
Botruanthus benedeni is een Cerianthariasoort uit de familie van de Botrucnidiferidae. De wetenschappelijke naam van de soort is voor het eerst geldig gepubliceerd in 1909 door Torrey & Kleeburger.